# Millerosaurus
Millerosaurus är ett utdött släkte med små reptiler liknande ödlor till utseendet. Fossil efter Millerosaurus har hittats i Sydafrika och är daterade till yngre Perm. Den tillhörde underklassen Anapsida, och hade långsmal kropp och tunn svans. Till skillnad från de flesta andra anapsider, som saknar hålrum (Fenestrae) bakom ögonhålan i kraniet, hade Millerosaurus ett hålrum på vardera sidan a skallen, vilket är mer likt skallarna hos Synapsida. Man tror att Millerosaurus levde av insekter. 